# Kineska livistona
Kineska livistona (lat. Livistona chinensis) je izuzetno dekorativna vrsta koja naraste do visine od 10 m. Zbog svoje otpornosti na temperaturu do -11°C prikladna je za cijelu jadransku obalu. Na stablu su vidljivi usjeci, ali u blagim prelazima. Listovi su kostalpalmatni, zelene do svjetlozelene boje. Od sredine su povijeni a pri osnovi nerazdjeljeni, što su odlike roda Livistona. Cvjetovi su dvospolni. Postoji još osam vrsta ovog roda koje se mogu uzgajati na jadranskoj obali s izvjesnom otpornošću, ali nešto manjom od ove. Potječe s istočne obale Kine i Tajvana. Voli mnogo sunca.